# Норка європейська
Норка, норка європейська (Mustela lutreola) — дрібний хижий ссавець роду мустела (Mustela) родини «куницеві» (Mustelidae).

## Поширення

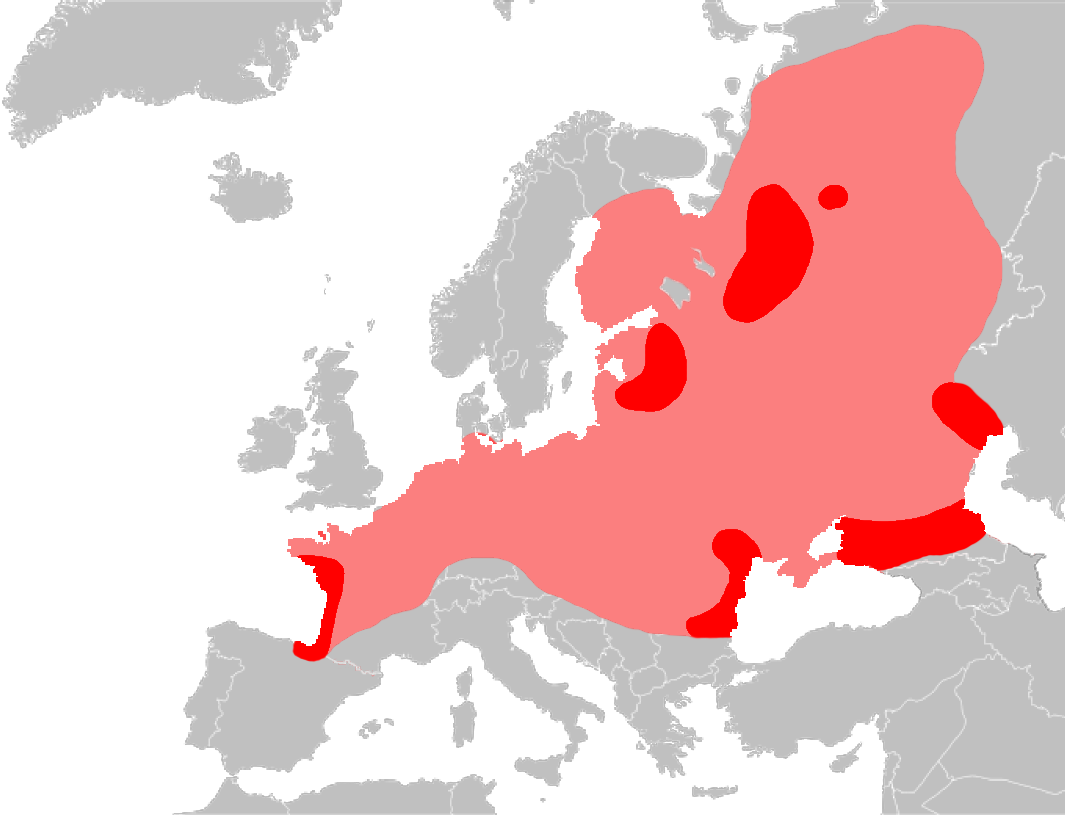
Колишнє поширення норки європейської

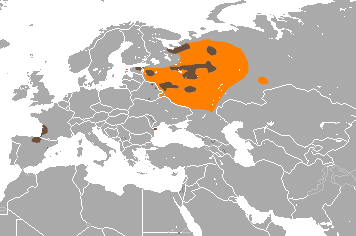
Сучасне поширення норки європейської: коричневим — фактичні знахідки, помаранчевим — можливі області поширення

Поширений на території Іспанії, Франції, Румунії, України, Росії. Колись вид був поширений по всій Європі, але зараз зник на більшій частині свого ареалу.

## Норки європейська і американська
Термін «норка» в Європі зазвичай посилається саме на цю тварину. Представники за зовнішнім виглядом подібні до американської норки, або візона (Neovison vison), але остання не є їхнім найближчим родичем та належить до окремого роду. Звірі подібні за розміром і типом забарвлення, але хутро в американської норки красивіше і цінніше. Від візона норка відрізняється меншими розмірами, дещо світлішим (не таким темним) і звичайно більш рудуватим забарвленням всього хутра, а також білим кольором хутра на верхній губі (обидві губи білі).

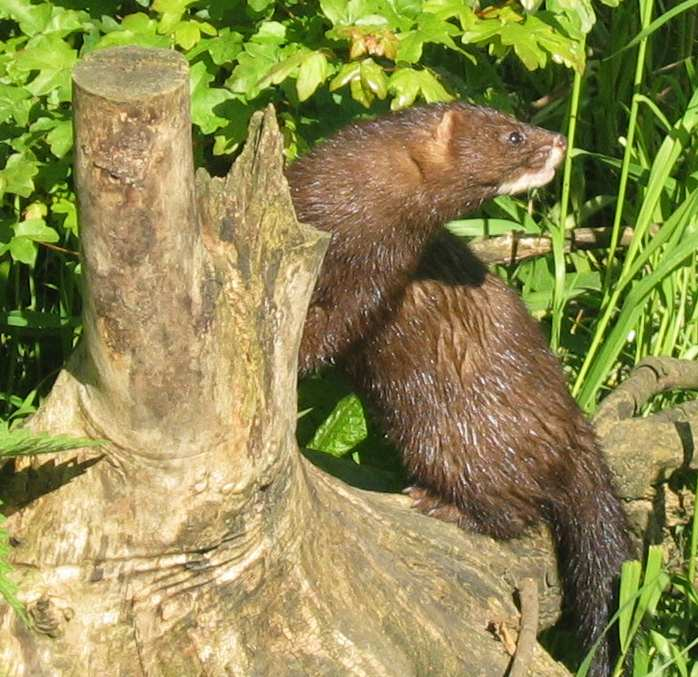
Норка європейська
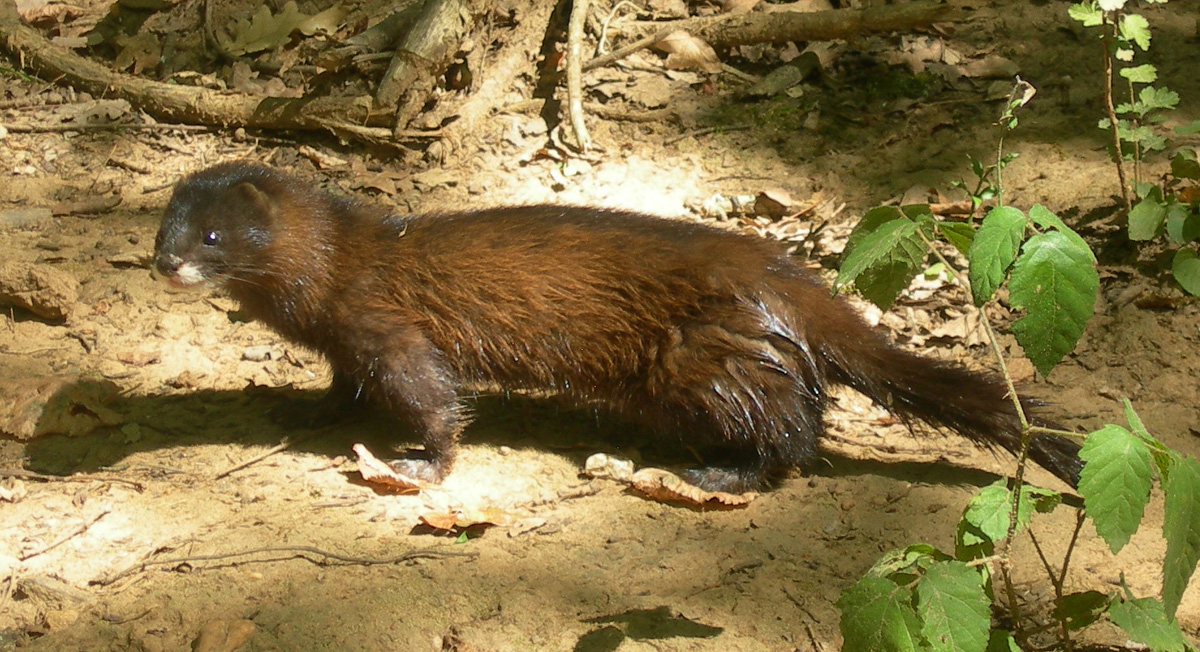
Норка європейська
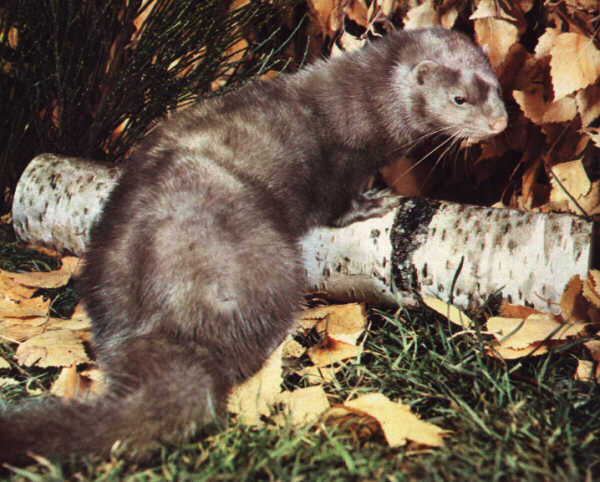
"Норка американська", або Візон
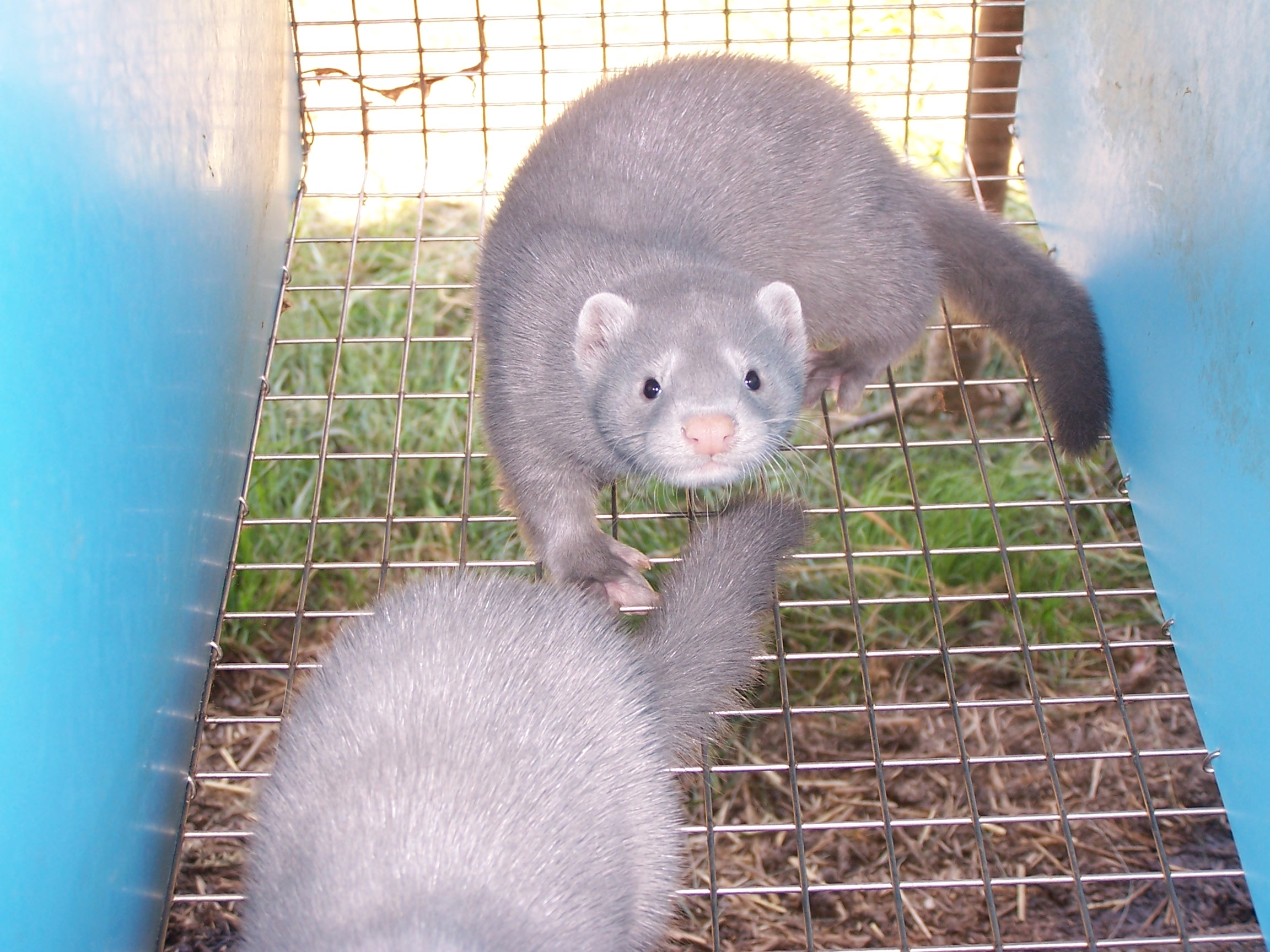
Візон: сріблясто-блакитна варіація

## Морфологія
Для самців: голова і тіло довжиною 280—430 мм, хвіст довжиною 124—190 мм, вага до 739 грамів; для самиць: голова і тіло довжиною 320—400 мм, хвіст довжиною 120—180 мм, вага до 440 грамів.
Тварина середнього розміру, з довгим тілом, короткими ногами та відносно коротким хвостом. Ступні з міжпальцевими мембранами, як в інших членів роду. Волосяний покрив тіла і хвоста відносно однаковий по довжині. Підошви лап рідко волоссям. Забарвлення темного червонувато-коричневого кольору з білим краєм навколо рота. Іноді є біле маркування на горлі, лапи, грудях. Зимове хутро довше і щільніше, ніж влітку.

## Спосіб життя
У природі норки ведуть нічний спосіб життя, полюють на жаб, дрібних гризунів, ящірок і рибу. Добре плавають і пірнають. Лігво облаштовують біля води, у норі або в іншому укритті. Народжують до 17 маленьких (вагою 5–7 грам) голих і сліпих малят, які в перші місяці життя живуть тільки за рахунок материнського тепла.

## Міжвидові взаємини
У природі неодноразово відмічені гібриди з тхором лісовим.
Див. також: гібриди ссавців